# The Maccabees
The Maccabees ist eine Indie-Rock-Band aus London, England.

## Bandgeschichte
Ihre Debütsingle X-Ray wurde am 28. November 2005 veröffentlicht und wurde daraufhin im Londoner Radio XFM gespielt. Größerer Erfolg stellte sich mit Veröffentlichung ihrer zweiten Single Latchmere sechs Monate später im April 2006 ein, welche sowohl im Radio als auch bei MTV ausgestrahlt wurde. Das von Hugh Frost und Samuel Bebbington produzierte Video wurde auch im Internet unter der Videoplattform YouTube ein Hit.
Mitte 2006 erreichten die Band dann auch positive Kritiken seitens der britischen Musikzeitschrift NME, darunter ein Review zu ihrem Auftritt im Londoner Cafe dé Paris, bei dem sie als beste neue Band im Land betitelt wurde.
Im November 2006 tourte die Band mit Fields, ¡Forward, Russia!, und Wolfmother als Teil der MTV Two Spanking New Music Tour. Drummer Robert Dylan Thomas wurde wegen einer Handgelenkverletzung zeitweilig während der Tour von Elliot Andrews (der nun für Kate Nash arbeitet) ersetzt, welcher die Tour bis Frühjahr 2007 begleitete.
Die Band veröffentlichte ihr Debütalbum Colour It In im Mai 2007. Bevor physische Tonträger der Band am 14. Mai auf den Markt kamen, war ihr Album bereits exklusiv bei iTunes als Download am 17. April im Internet erhältlich. Die Single First Love war ihr erster Charterfolg in den UK Top 40, gefolgt von About Your Dress, welche Spitzenposition 33 einnahm. Ihr Album selbst, das von der Presse positive Kritik erhielt, erreichte Platz 24 in den Charts. 2007 tourten sie mit der Indie-Gruppe Bloc Party durch die USA. Auf dem Höhepunkt ihrer UK Tour im Oktober 2007 spielten sie nach erfolgreichem Jahr vor ausverkauften Haus im Londoner Roundhouse (Zuschauerkapazität: 3000).

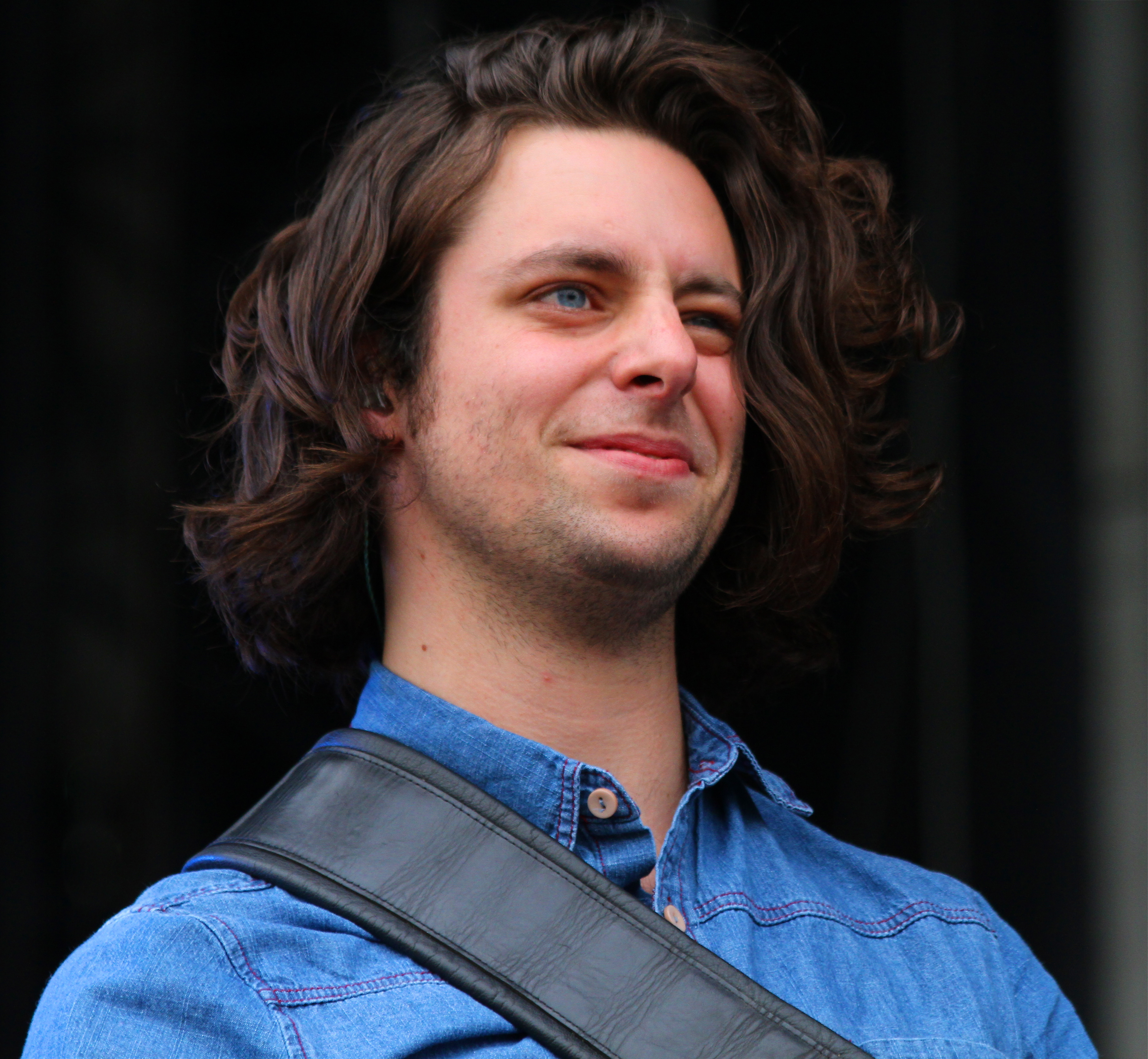
The Maccabees beim Frequency Festival 2012. Hier Felix White.

Schlagzeuger Robert Dylan Thomas verließ die Band 2008 und wurde durch Sam Doyle ersetzt.
2009 erschien mit Wall of Arms das zweite Album, das in den britischen Charts Platz 13 erreichte. Es folgte eine Europa-Tour als Support der Editors.
Das Album Wall of Arms wurde 2010 um vier weitere Titel ergänzt und erneut herausgebracht, darunter eine Neufassung von No Kind Words, die als Empty Vessels unter Mitwirkung von Roots Manuva entstand.
Das dritte Album Given to the Wild wurde am 9. Januar 2012 veröffentlicht.
Das vierte Album Marks to Prove It erschien im Juli 2015 und erreichte Platz 1 der britischen Charts.
Im August 2016 gaben The Maccabees auf ihrer Homepage bekannt, dass nach 14 Jahren als Band der Tag der Trennung gekommen sei. Für 2017 wurden Abschiedskonzerte angekündigt.
2023 schlossen sich Hugo und Felix White mit ihrem Bruder Will und dem Schlagzeuger Jamie Morrison von den Stereophonics zum Projekt 86TVs zusammen. Im Jahr darauf veröffentlichten sie im August ein gemeinsames Album mit dem Bandnamen als Titel.
Ende 2024 kündigten The Maccabees ihre Wiedervereinigung und für 2025 eine neue Konzerttour an.

## Diskografie

### Alben
- Colour It In – 2007
- Wall of Arms – 2009
- Given to the Wild – 2012
- Marks to Prove It – 2015

### Singles
- X-Ray – 2005
- Latchmere – 2006
- Precious Time (Steve Lamacq Live Session) / X-Ray (Filthy Dukes Society Remix) – 2006
- First Love – 2006
- About Your Dress – 2007
- Precious Time – 2007
- Toothpaste Kisses – 2008
- Love You Better – 2009
- Can You Give It – 2009
- Empty Vessels – 2009
- Pelican – 2012

### EPs
- You Make Noise, I Make Sandwiches – 2004